# 愛媛県立図書館

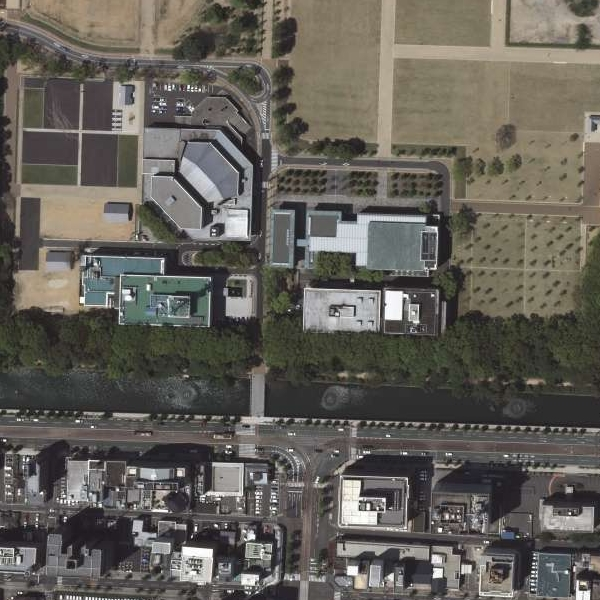
写真中央部の右下にある建物が愛媛県立図書館。

愛媛県立図書館（えひめけんりつとしょかん）は、愛媛県松山市堀之内にある県立の公共図書館である。

## 歴史

### 愛媛教育協会図書館（1903年～1935年）
1900年（明治33年）4月28日、愛媛教育協会が皇太子御成婚記念事業として図書館創立の議決を行った。1902年（明治35年）に旧松山藩藩校の明教館で仮開館し、1903年（明治36年）10月4日に松山高等小学校（現・松山市立番町小学校）講堂で開館式を挙行した。

### 県立への移管（1935年～1975年）
1935年（昭和10年）4月1日には愛媛教育協会の図書館が愛媛県に移管され、愛媛県立図書館としての設立認可を受けた。伊予鉄道電気社長の井上要が新館の建設費を寄贈し、1935年（昭和10年）5月22日に愛媛県立図書館が開館した。
戦後の1945年（昭和20年）10月19日にはアメリカ軍に建物を接収されたため、1946年（昭和21年）10月1日には愛媛県立錬成道場において開館し、1947年（昭和22年）4月1日には愛媛教育会館において開館した。1950年（昭和25年）7月5日には愛媛県立図書館南宇和分館が設立された。1952年（昭和27年）7月3日には戦前の建物の接収が解除されたため、8月1日にこの建物で仮開館し、1953年（昭和28年）1月10日には全面的に開館した。
1957年（昭和32年）4月1日には愛媛県立図書館上浮穴分館が設立され、4月18日に開館式を挙行した。1962年（昭和37年）には「いよじ号」で移動図書館サービスを開始した。

### 城山公園時代（1975年～）
1970年代前半には愛媛県政100年を記念して、二番町4丁目から堀之内（城山公園内）に愛媛県教育文化会館の建設がすすめられた。1975年（昭和50年）10月1日には愛媛県教育文化会館に移転して正式開館し、10月3日には落成式を挙行した。
2023年2月に安全確保や書架関連や環境改善の機能向上の改修を目的に、2024年度に着工、2026年度の完成予定。

## 施設
- 1階
  - 子ども図書室・休憩コーナー
- 2階
  - 第1・第2学習室（自習室）、パンフレットコーナー
- 3階
  - 一般閲覧室
- 4階
  - 「えひめ資料室」
  - 郷土資料。愛媛県出身のイラストレーターである真鍋博に関する資料、愛媛県の行政資料、「伊予八藩土地関係資料」、伊予俳諧文庫がある。
- 5階
  - 多目的ホール

出典 : 公式サイト。